# 太田高義
太田 高義（おおた たかよし）は、日本の元アマチュア野球選手である。ポジションは投手。

## 来歴・人物
高松高校を卒業した後に、国士舘大学へ進むも中退して大倉工業に入社し、投手として活躍する。1967年の都市対抗野球に出場した。
同年のドラフト会議で阪急ブレーブスから8位指名されたが入団を拒否し、チームに残留し、その後も、社会人野球でプレーした。
現役引退後は、社業に就く傍らに、尽誠学園高校で投手コーチを務め、伊良部秀輝を指導した。